# Christmas Wish (альбом Грегори Портера)
Christmas Wish (с англ. — «Рождественское пожелание») — седьмой студийный альбом американского джазового музыканта Грегори Портера, вышедший 03 ноября 2023 года на лейбле Blue Note Records.

## Описание
Первый альбом Грегори Портера подготовленный в тематике рождественского альбома. Композиции сосредоточены на темах подготовки к празднику, поздравлений и ожидания от исполнения рождественских пожеланий. Альбом состоит из кэрол и песен авторства Стиви Уандера, Эллы Фитцджеральд, Марвина Гэя, Дайны Вашингтон и Нэта Кинга Коула, включая интерпретации рождественских гимнов и композиций шестидесятых, «Тихая ночь», «Маленький мальчик-барабанщик», «Фиолетовые снежинки» Марвина Гея, «Когда-нибудь на Рождество» Стиви Уандера, песню Фрэнка Лессера «What Are You Doing New Year’s Eve?», в записи которой принимала участие вокалистка, лауреат премии «Грэмми» Самара Джой.
Три трека в альбоме принадлежат Грегори Портеру: «Christmas Wish», «Heart For Christmas» и «Everything’s Not Lost».

## Список песен
| №                   | Название                                              | Длительность |
| ------------------- | ----------------------------------------------------- | ------------ |
| 1.                  | «Silent Night»                                        | 3:28         |
| 2.                  | «Christmas Waltz»                                     | 3:21         |
| 3.                  | «Everything’s Not Lost»                               | 4:08         |
| 4.                  | «Someday at Christmas»                                | 2:55         |
| 5.                  | «Purple Snowflakes»                                   | 3:45         |
| 6.                  | «Little Drummer Boy»                                  | 2:52         |
| 7.                  | «What Are You Doing New Year’s Eve? feat. Samara Joy» | 3:56         |
| 8.                  | «Christmas Wish»                                      | 3:54         |
| 9.                  | «Cradle in Bethlehem»                                 | 4:13         |
| 10.                 | «Do You Hear What I Hear?»                            | 3:42         |
| 11.                 | «Christmas Time is Here»                              | 3:43         |
| 12.                 | «Heart for Christmas»                                 | 4:20         |
| Общая длительность: | Общая длительность:                                   | 44:00        |

## Участники записи
- Грегори Портер — вокал
- Самара Джой — вокал
- Чип Кроуфорд — фортепиано
- Эмануэль Харрольд — ударные, перкуссия
- Грегуар Марет — губная гармошка
- Джамаль Николс — бас-гитара
- Ондрей Пивец — орган Хаммонда
- Тивон Пенникотт — флейта, сопрано-саксофон, тенор-саксофон
- Хор: Стефани Фишер-Альваренга, Крис Эшли Энтони, Шехерезада Холман
- Оркестр — Kingdom Orchestra